# Ojos Locos
Ojos Locos es una banda de rock argentino.

## Historia
Ojos Locos comenzó su carrera en barrio de Villa Real, en Capital Federal, a mediados del 2001.
Debutaron como Ojos Locos por primera vez en Montana bar, el 7 de junio del 2002, con su primera formación que contaba en ese entonces con Patito en batería, Pingüino en bajo, Juan y Goly en guitarra y Martínez en voz. Y con trece temas propios.
Su siguiente presentación fue en el bar Álvarez y Borges, el 16 de agosto, con Matu reemplazando a Goly, que supo ganarse su puesto tanto en el escenario como en la misma banda. El pequeño bar se vio colmado por las 150 personas que concurrieron al recital.
El 30 de agosto la banda fue contratada para tocar en el cumpleaños del dueño de Synchro (estudio de grabación). En esa oportunidad hicieron una lista de temas más larga que lo habitual, dieciocho temas que incluyeron covers de Sumo, Patricio Rey y sus redonditos de ricota y Pappo.
En el día de la primavera realizaron un recital al aire libre a Beneficio del Hospital de Niños del barrio, en la plaza ciudad de Banff, en Versailles, donde asistieron cuatrocientas personas del barrio y aledaños. Las fechas siguieron el 25 de octubre en el IMPA, Ciudad Cultural el 22 de noviembre en el Duende Azul donde cerraron el año 2002.
Entretanto se había grabado un material sencillo, sin demasiada producción, que es el que actualmente gira por Buenos Aires, sonando en radios menores, y en las casas de los Ojos Locos porteños, cordobeses y santafesinos.
Arrancaron el año después de seis meses de silencio en Niceto club, invitados por La Mississippi, el 4 de julio del 2003. Ya con una nueva formación que cuenta con Martínez, Juan y Matu como siempre y el gran Matute en bajo, Lulú en batería y la nueva incorporación de Germán en armónica.
El 30 de diciembre de 2004 fue la banda invitada por Callejeros al fatídico show en República Cromagnón que terminó con la vida de 194 personas.
El 9 de diciembre de 2005 se presentaron en el Teatro de Flores y el 25 de marzo de 2006 se presentaron en la ciudad de Córdoba. El 1 de julio de 2006 se había planificado un recital en Maciel, Provincia de Santa Fe. Ese recital habría sido cancelado por el intendente.
El 13 de agosto de 2006 realizaron un mini show en el parque Lezama junto a otras bandas como El Bordo, Invencibles, La Madriz o La Covacha. Esto fue organizado por la CER (Cambiar Esta Realidad).
El 8 y 9 de septiembre se presentaron en el Teatro de Flores convocando un total de 3500 personas entre las dos fechas. En este recital presentaron canciones de lo que será su próximo CD.
El 1 de octubre de 2006 realizaron otro mini show en el anfiteatro de la costanera sur junto a bandas como Heroicos Sobrevivientes o Las Pastillas del Abuelo. También fue organizado por la CER.
En el año 2007 lanzan su tercer disco "Tan lejos tan cerca". El 9 de febrero de 2008, finalmente tocan en el Cosquín Rock, compartiendo escenario con bandas como Las Pelotas, Gardelitos, Intoxicados, entre otras.

## Miembros
- Martín Martínes: Voz
- Juan "Cito" Cabral: Guitarra
- Lucas Vázquez: Guitarra
- Gonzalo Vilches: Bajo
- Luis G.Lamas: Batería
- German ("Sherman") Leitman: Armónica
- Gabriel Gerez ("Apu"): Teclados
- Leopoldo Janin: Saxo (Invitado)

## Discografía

### Demo 2003 (demo), 2003
1. Demasiado lomo
2. Nena off. Artista invitado Juancho.
3. 17
4. Estrella
5. Guerra de nada. Artista invitado Juancho.
6. Vacaciones
7. Anda diciendo
8. Así
9. Estación sur
10. Vas a ver

### Guerra de nada, 2005
1. Esta noche
2. Nena on. Artista invitado Juancho.
3. Mirás sin ver
4. ¿Qué cambia hoy?
5. Ella es tan loca
6. Esconde
7. Una verdad en tu corazón
8. Así hace el tiempo. Artista invitado Juancho.
9. Buen día
10. No la vas a creer más
11. Deportivo Rock Sud
12. Una parte del principio
13. Esta ciudad. Artista invitado Juancho.

### Tan lejos tan cerca, 2007
La presentación oficial de este disco se realizó el 25 de agosto en el microestadio de Ferro “Héctor Etchart” Además de los artistas invitados que están indicados en cada tema, también colaboró Oscar Reyna en guitarras.
1. Tanto como ayer
2. Caídos desde el cielo
3. Tarde para tardes
4. Monito. Artistas invitados:  Hugo Lobo (Trompeta),  Martino Gesualdi (Trombón).
5. Igual
6. ¿Dónde estás?
7. Lo que queda
8. Anda diciendo. Artistas invitados:  Sergio Colombo (Saxo),  Hugo Lobo (Trompeta),  Martino Gesualdi (Trombón).
9. Aquí lejos. Artista invitado: Chango Spasiuk.
10. Puede ser hoy
11. Ahora y todo
12. Sueños sin gloria. Artistas invitados:  Sergio Colombo (Saxo),  Hugo Lobo (Trompeta),  Martino Gesualdi (Trombón).

### Al filo del abismo, 2010
1. Jaque al rey
2. Llora el viento
3. Paciencia
4. Flores en el desierto
5. Andan los caminos
6. Esta noche en este mundo
7. Llueve
8. Mal de males
9. Revolución
10. Vuelvo
11. Quieto como el cielo
12. Nunca es tanto
13. Una virgencita en Villa Bosch

### Tocando mañana, 2017
1. Polvo de Alif
2. TV Milagro
3. 7 AM
4. Ahí
5. La Espuma de Los Días
6. Tiempo al Tiempo (Mimi Maura)
7. Voy
8. Rosa China Amarilla. Artista invitado Skay
9. Mano a Mano
10. Parodia de la Vida
11. El Río Sabe
12. Es